# 54-й армейский корпус (вермахт)
54-й армейский корпус (нем. LIV. Armeekorps), сформирован 1 июня 1941 года. В начале 1943 года именовался как группа «Хильперт». 2 февраля 1944 года переименован в армейскую группу «Нарва».

## Боевой путь
С 22 июня 1941 года — участие в германо-советской войне, в составе группы армий «Юг». Бои на Украине (Одесса, затем Перекоп). В 1942 году — бои в Крыму (взятие Севастополя).
С сентября 1942 года — в составе группы армий «Север», бои под Ленинградом. 2 февраля 1944 года — переименован в армейскую группу «Нарва».

## Состав корпуса
В сентябре 1941:
- 72-я пехотная дивизия
- 73-я пехотная дивизия

В январе 1942:
- 24-я пехотная дивизия
- 50-я пехотная дивизия
- 72-я пехотная дивизия
- 132-я пехотная дивизия

В январе 1943:
- 250-я пехотная дивизия
- 4-я полицейская моторизованная дивизия СС
- 5-я горнопехотная дивизия

В декабре 1943:
- 11-я пехотная дивизия
- 24-я пехотная дивизия
- 225-я пехотная дивизия

## Командующие корпусом
- С 1 июня 1941 — генерал кавалерии Хансен Эрик
- С 20 января 1943 — генерал пехоты Карл Хильперт
- С 1 августа 1943 — генерал пехоты Отто Шпонхаймер